# Mao-Zedong-Statue (Shenyang)
Die Mao-Zedong-Statue (englisch Long Live the Victory of Mao Zedong Thought, chinesisch 毛澤東思想勝利萬歲 / 毛泽东思想胜利万岁) (Lang lebe der Sieg des Maoismus) stellt den ersten Staatspräsidenten der Volksrepublik China Mao Zedong (1893–1976) dar. Sie befindet sich im Zentrum der Stadt Shenyang in der chinesischen Provinz Liaoning.

## Bauwerk
Die Statue wurde im Jahr 1970 nach einer zweijährigen Bauzeit aufgestellt. Hergestellt wurde sie von Studenten der Lu Xun Academy of Fine Arts (chinesisch 鲁迅美术学院) unter Anleitung erfahrener Skulpteure. Als Material wurde Epoxidharz verwendet. Die Personenstatue ist 10,5 Meter hoch. Sie steht auf einem 8,0 Meter hohen Sockel, der sich auf einer Grundplatte befindet. Die Gesamthöhe beträgt ca. 20,5, die Grundfläche 11 × 23 Meter. Mao Zedong ist stehend, einen langen Mantel tragend sowie mit einem vorgestreckten rechten Arm dargestellt.
Der Sockel ist an allen vier Seiten mit Darstellungen von Bauern, Arbeitern, Zivilisten und Soldaten umgeben, die in Gruppen unterteilt sind und unterschiedliche Kampfszenen oder Demonstrationen unter Führung des Vorsitzenden Mao Zedong veranschaulichen. Viele der dargestellten Personen trugen ursprünglich „Das kleine Rote Buch“ mit den Worten des Vorsitzenden Mao Tsetung (Mao-Bibel), aber die meisten Bücher wurden später entfernt. Die Vorderseite des Sockels stellt Soldaten und Arbeiter dar, die die Kommunistische Partei Chinas preisen, die Rückseite bezieht sich auf eine frühe Phase der Bildung der Kommunistischen Partei Chinas. Die Gruppen auf der rechten Seite zeigen Arbeiter und Bauern während der sozialistischen Revolution. Auf der linken Seite des Sockels sind Szenen und Kämpfe während des Chinesischen Bürgerkriegs gezeigt, nach dessen Ende das neue Wappen der Volksrepublik China präsentiert wird.

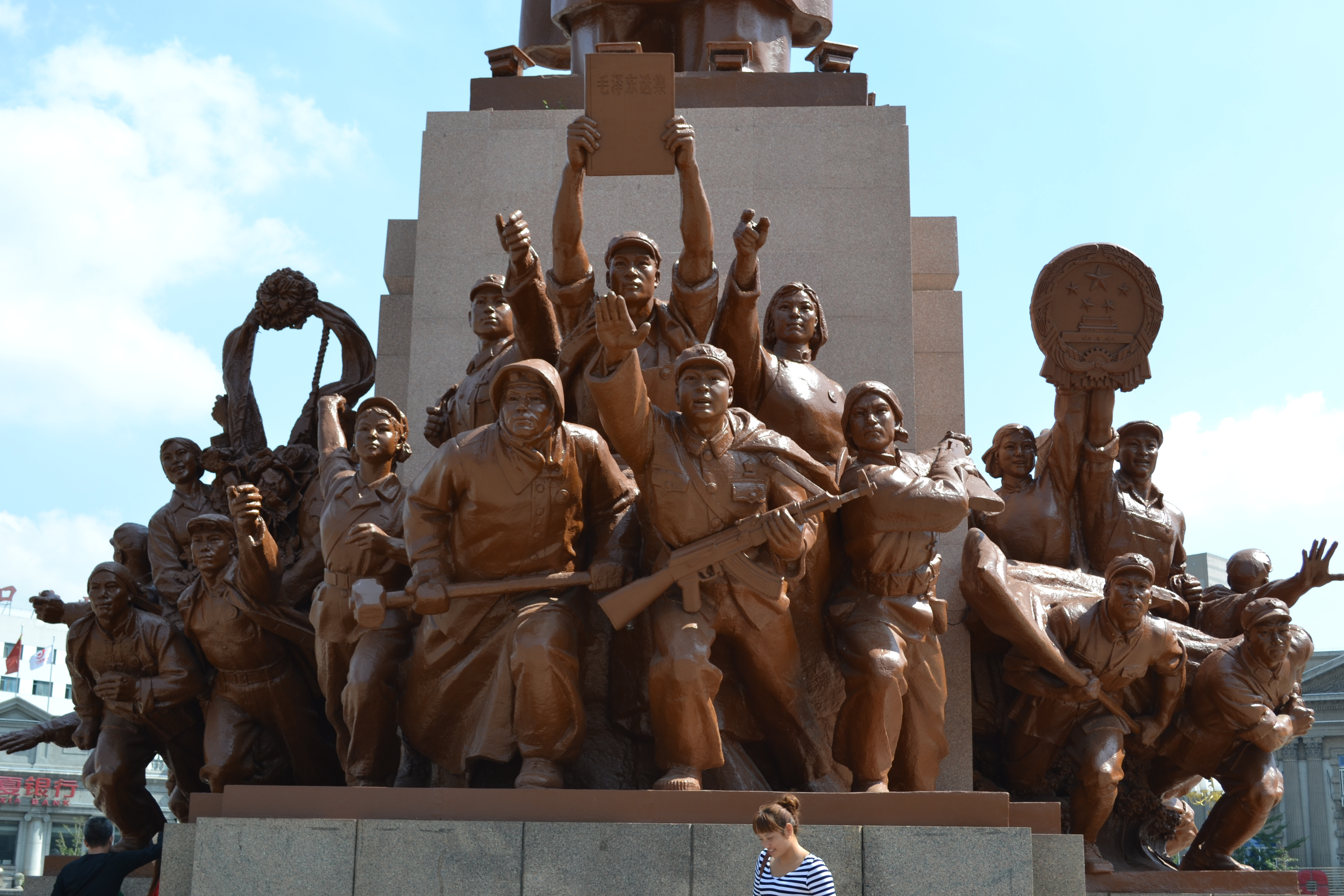
Vorderseite
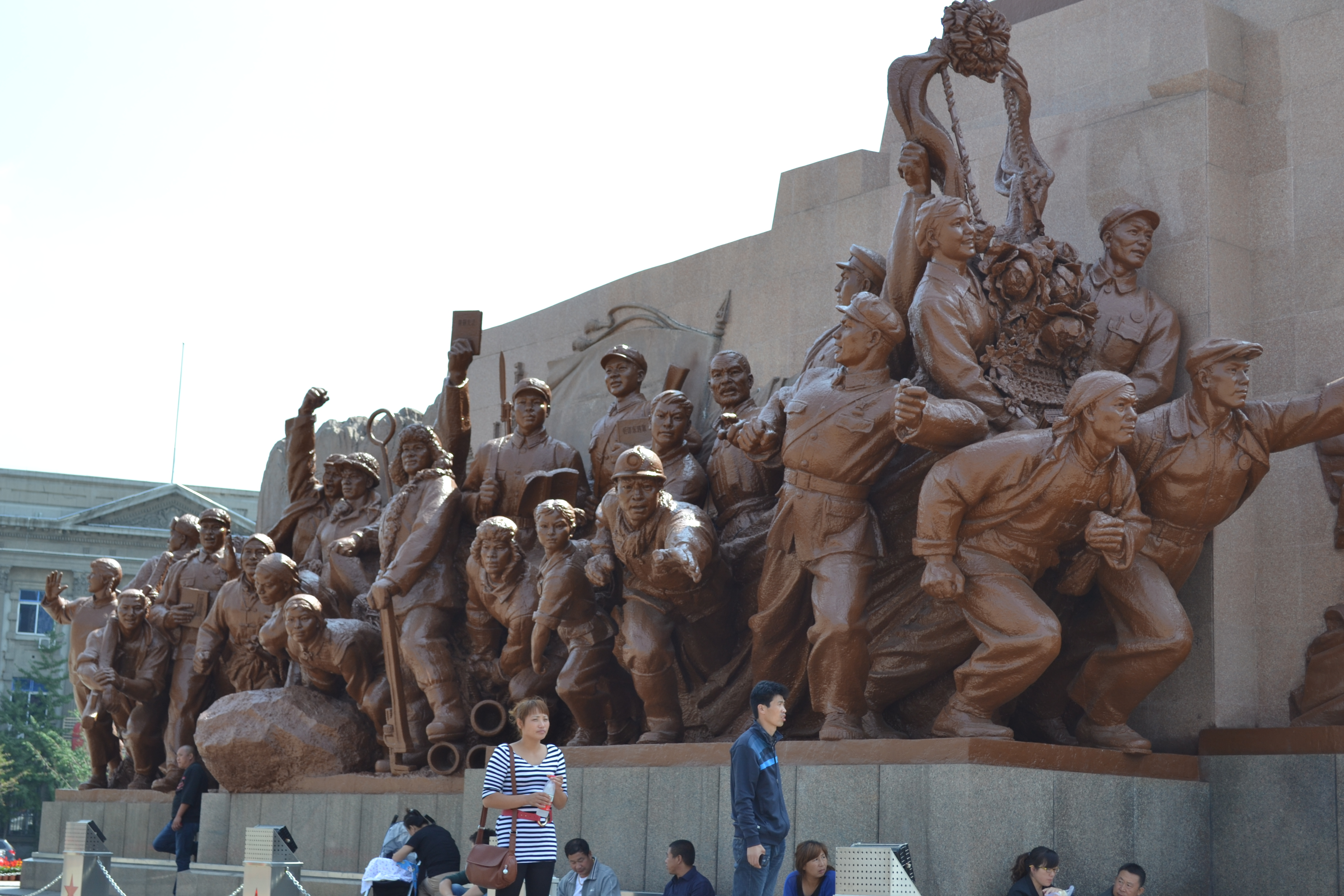
Rechte Seite
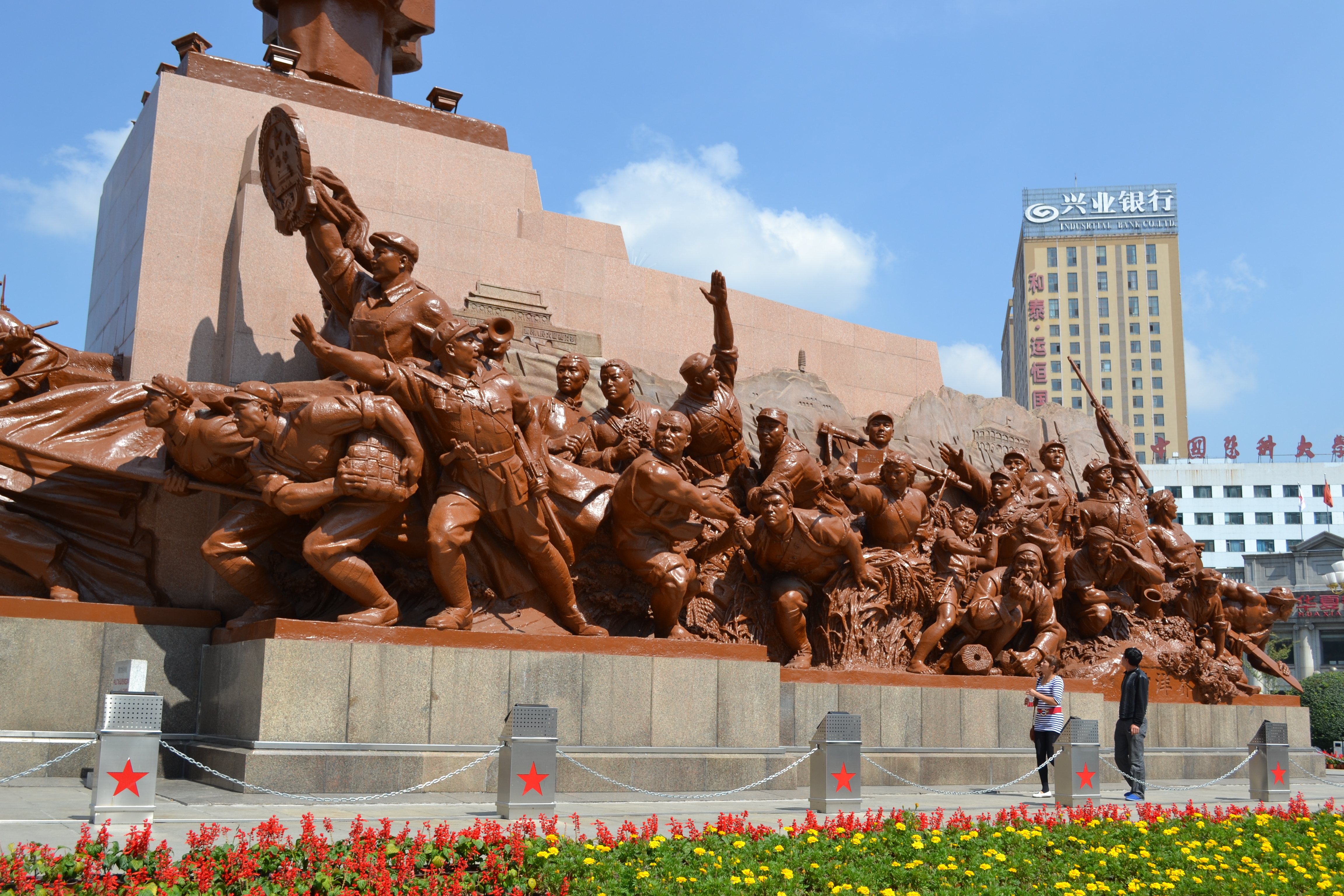
Linke Seite
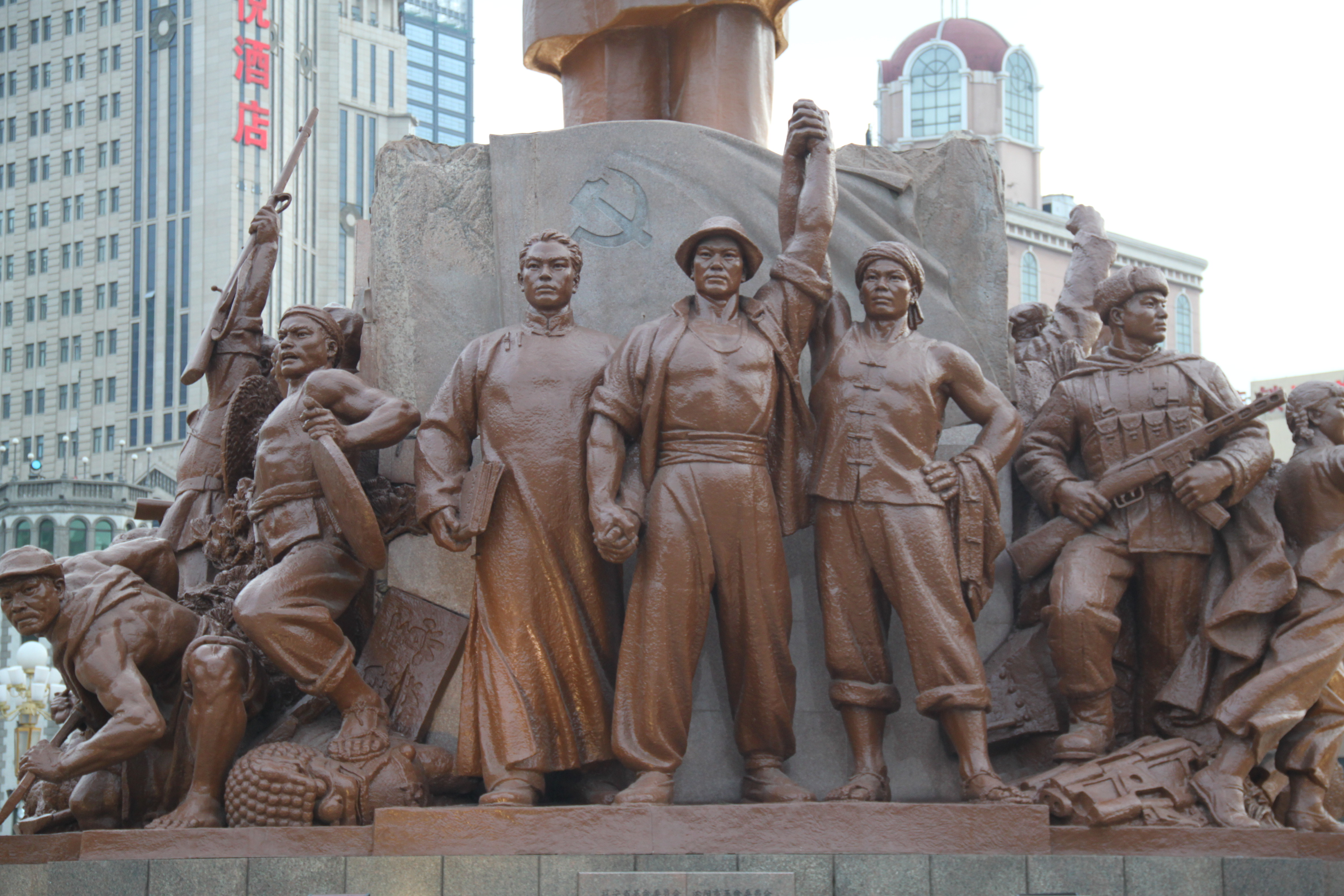
Rückseite

## Vergleich mit weiteren Mao-Zedong-Statuen
In vielen Provinzen Chinas stehen weitere Statuen von Mao Zedong. Überwiegend stellen sie ihn stehend, einen langen Mantel tragend und den rechten Arm vorgestreckt dar und ähneln damit der Darstellung in Shenyang. Sie sind meist aus weißem Marmor hergestellt. Lediglich die beiden Skulpturen aus der Provinz Liaoning wurden aus Epoxidharz gefertigt. Bevölkerungsgruppen, die unter der Herrschaft Mao Zedongs sehr zu leiden hatten, kritisierten generell die Aufstellung seiner Statuen. Es ist nicht auszuschließen, dass einige Statuen deshalb wieder entfernt werden. Die folgenden Bilder vergleichen die Statuen, die in einigen chinesischen Städten aufgestellt sind (Stand 2015).
Eine weitere Statue des Mao Zedong gibt es auch in der Provinz Hunan. Diese ist aber eher ungewöhnlich im Vergleich zu den meisten anderen Statuen. Sie stellt einen deutlich jüngeren Mao Zedong dar, wobei ein anderer Ausschnitt gewählt wurde. Bei dieser Statue kann man nur seinen Kopf sehen. Außerdem ist diese Statue 11,5 m höher als die in Shenyang (32 m hoch) und wurde in den Jahren 2007 bis 2009 erbaut.

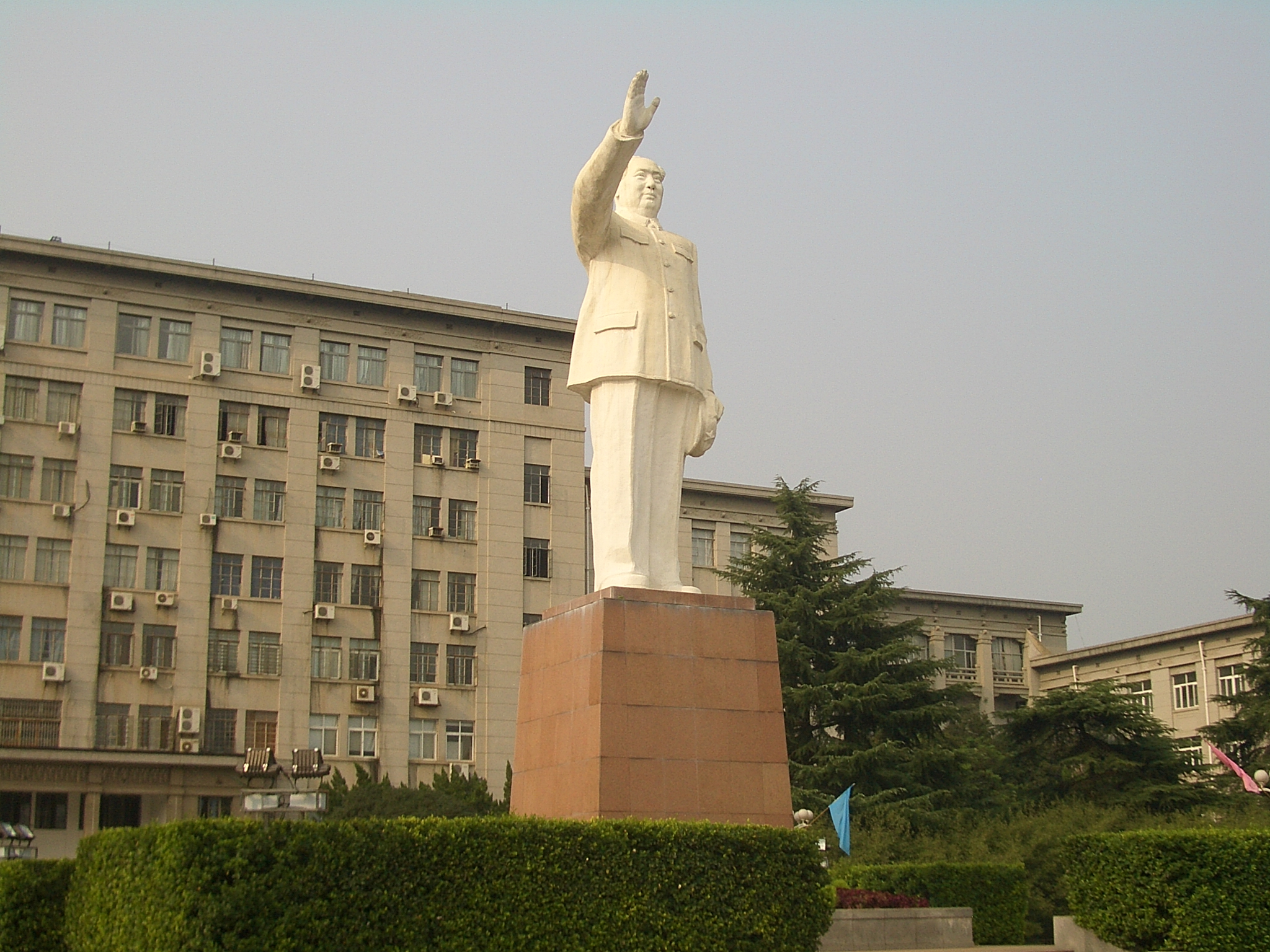
Wuhan, Hubei
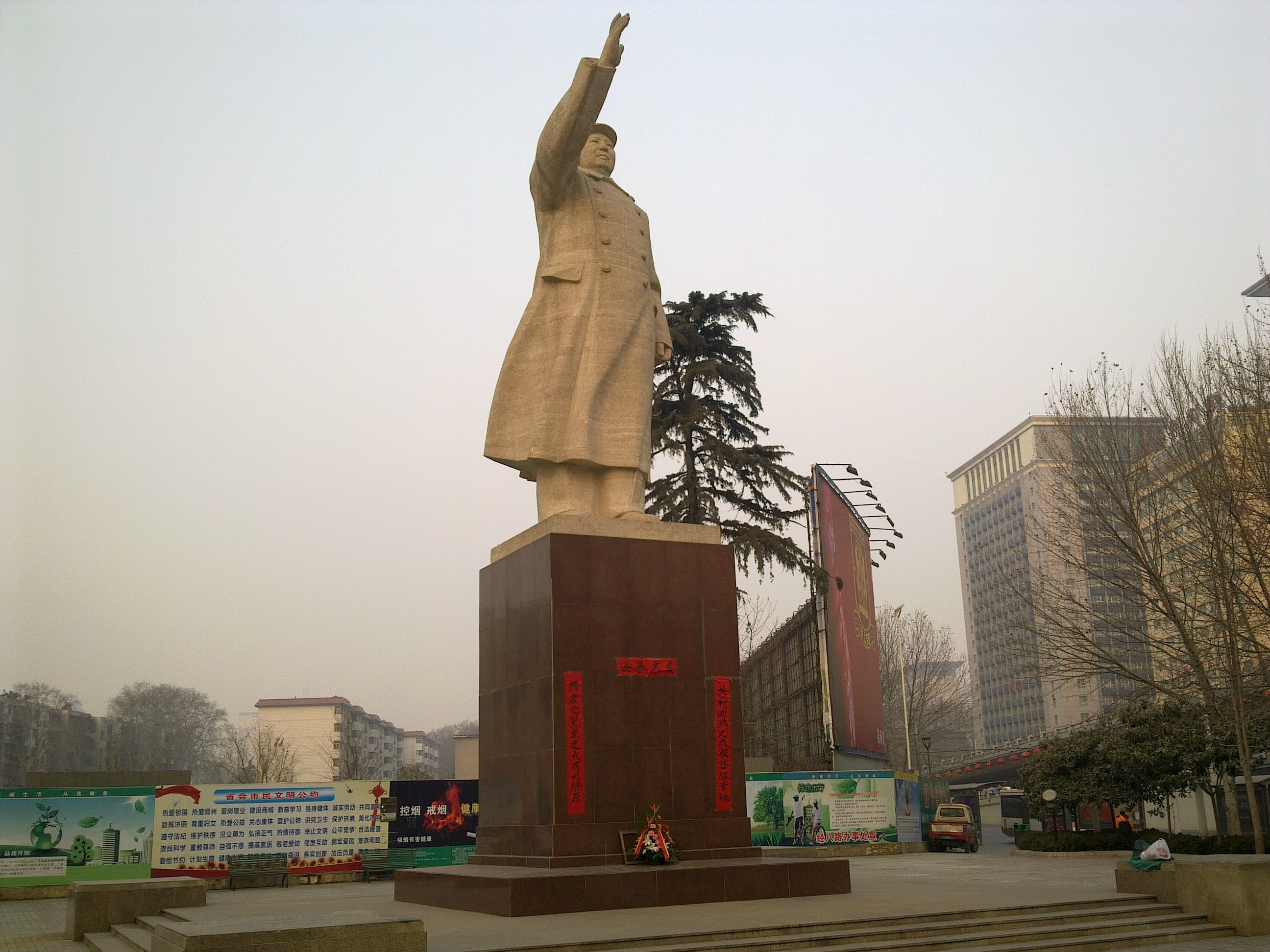
Zhengzhou, Henan
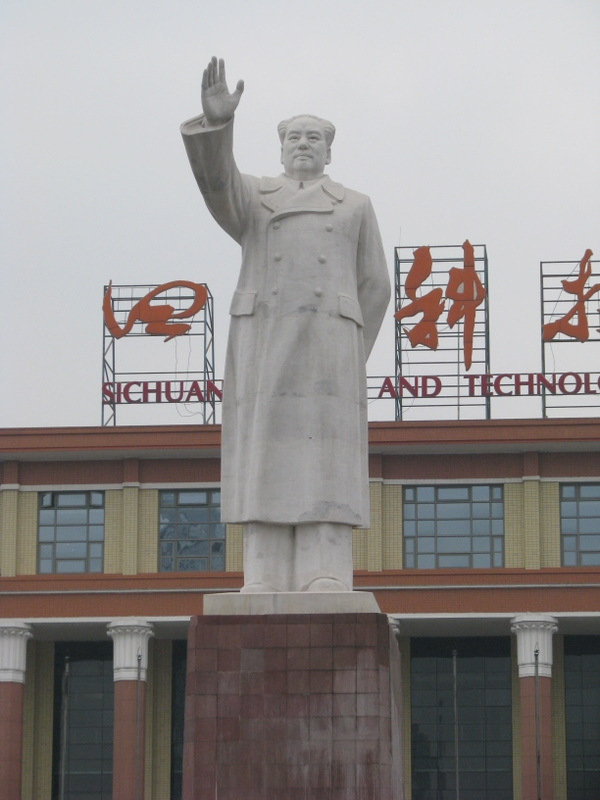
Chengdu, Sichuan
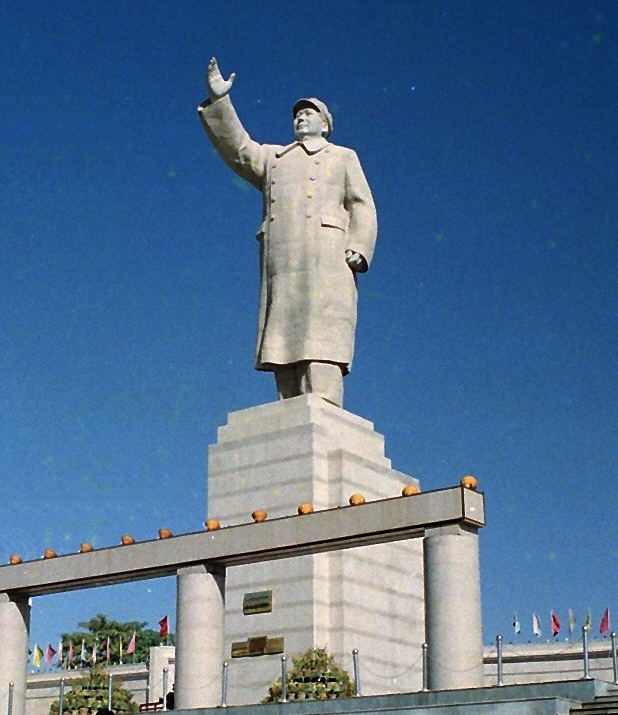
Kaschgar, Xinjiang
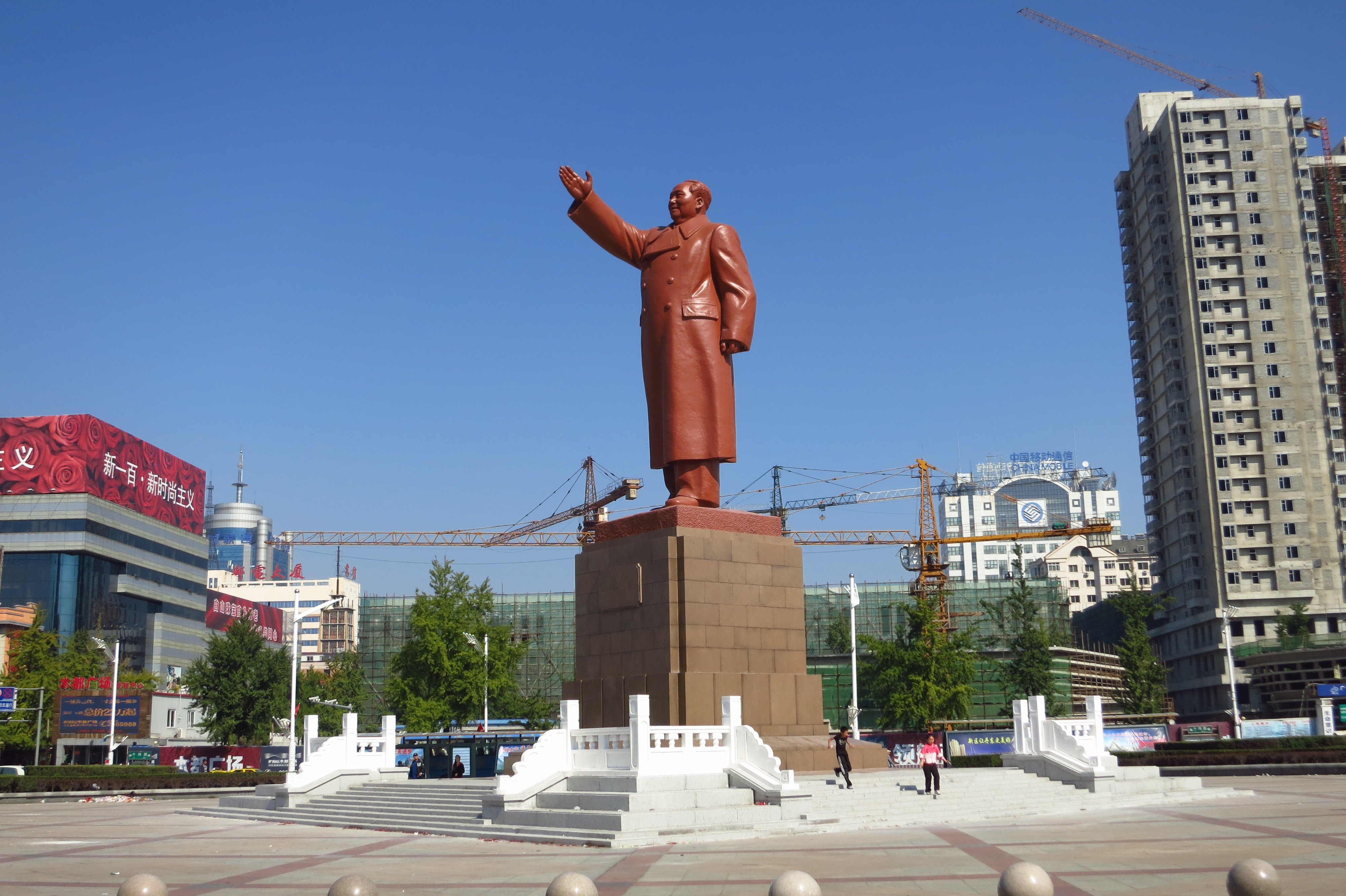
Dandong, Liaoning
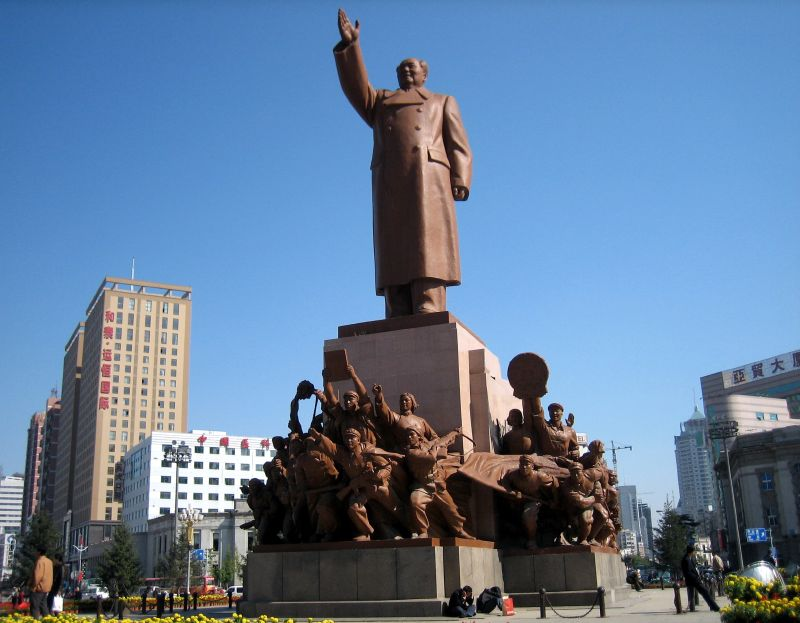
Shenyang, Liaoning
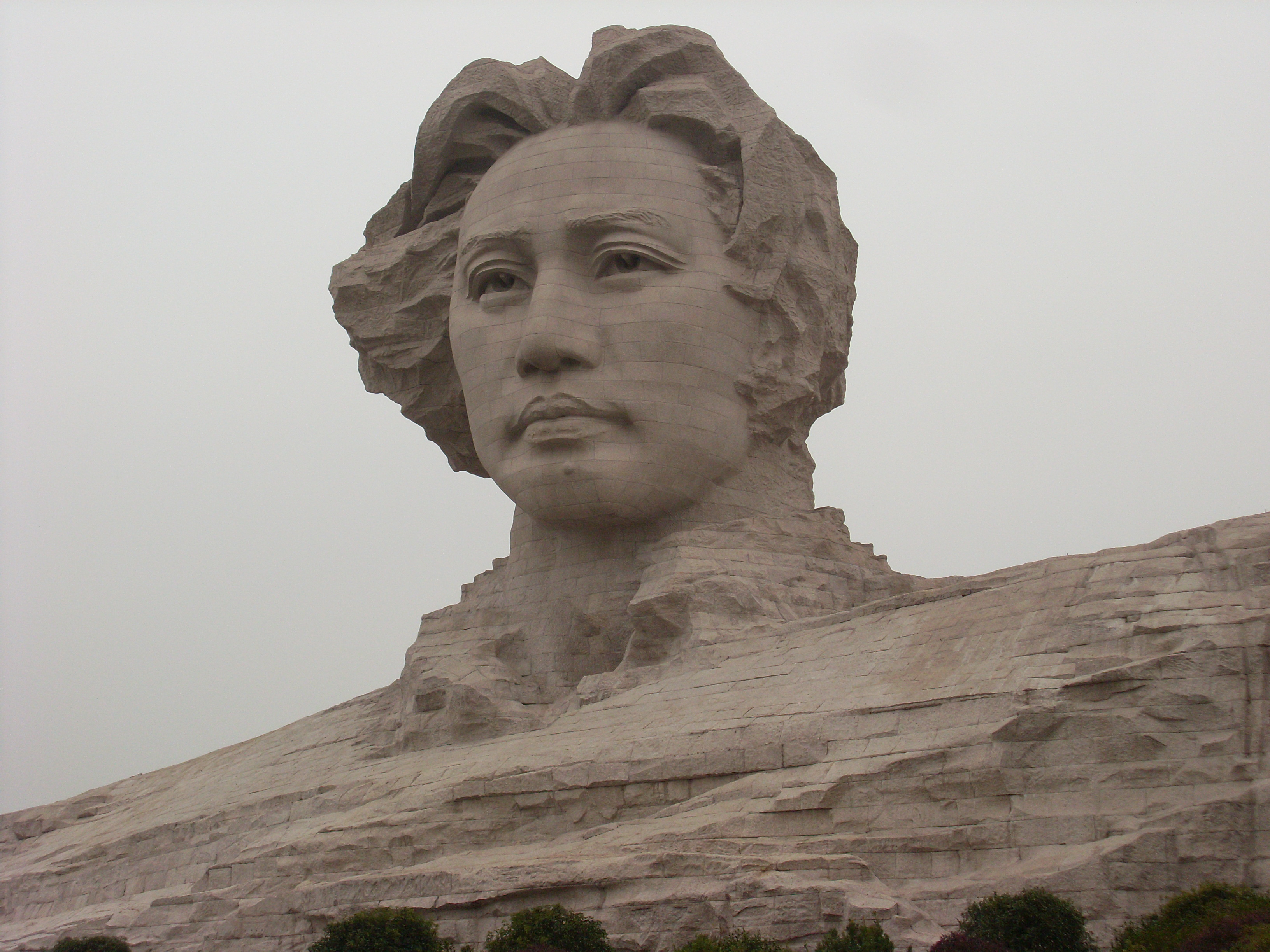
Changsha, Hunan